# Кераца Висулчева
Кераца Николова Висулчева е българска и македонска художничка, дългогодишен член на Съюза на българските художници. Висулчева е родена в Костурската кааза на Битолския вилает, по-голямата част от живота си прекарва в България, но приемайки на стари години идеята за самостоятелна македонска идентичност през 1996 година емигрира в Република Македония.

## Биография
Кераца Висулчева е родена на 7 април 1911 година в костурското село Нестрам, тогава в Османската империя, днес Несторио, Гърция. Като част от бежанските вълни от Егейска Македония през Балканските войни, родителите ѝ Петра Ляпчева и Никола Паскалев Висулчев първо се заселват с четирите си деца в Ксанти, тогава в България, а след Първата световна война в Анхиало, където Кераца завършва гимназия при стария им приятел Козма Георгиев, който я и поощрява да рисува. Негов малък маслен портрет се смята за първата ѝ живописна творба.
В 1929 година Кераца се записва в художествената академия в София и посещава класовете на професорите Стефан Иванов, Никола Ганушев и Борис Митов. Силно се влияе и от професор Николай Райнов, с когото има запазена кореспонденция. През 1935 година завършва образованието си и печели наградата на фонд „Ана Бешевлиева“, прави първата си изложба и става член на Съюза на българските художници.
Докъм 1941 година Кераца Висулчева учителства в планинските села Бистрица, Градево, Симитли, Осеново, а по-късно в Харманли и в Момчилград. След присъединяването на по-голямата част от Вардарска Македония към България със съпруга си Стефан Дикиджиев и сина си Звездомир (1932, София) заминават за Скопие, където в 1942 година им се ражда втори син Петър. До 1944 година преподава в девическата гимназия „Царица Йоанна“ и прави няколко изложби.
След края на Втората световна война, когато Скопие е върнато на Югославия, живее, твори и работи като учителка в Пловдив. През 1958 година при голяма чистка, последвала Априлския пленум, е изключена от Съюза на българските художници. Оттогава тя се подписва на платната си с латиница - Keratza. Редовно посещава Франция, Гърция, Полша и Италия. В 1989 година отново е приета в СБХ.
През 1996 година тя се премества да живее в Скопие, Република Македония. Продължава да твори до 2002 година, като към края дори скулптира. Почива на 13 януари 2004 година. Целокупното ѝ творчество се съхранява от Музея на Македония в Скопие, а в Сарая на предводителя на младотурците Ахмед Ниязи бей в град Ресен (виж: Ресенски сарай) по нейно желание е изложена нейна постоянна експозиция, която периодично се подновява.
В бюлетина на СБХ по повод на кончината ѝ от януари 2004 година се казва:
| „ | На 13 януари 2004 г. почина Кераца Висулчева. Тя беше дългогодишен член на СБХ и лауреат на множество международни награди. Участваше активно във всички общи, национални и международни изложби. Освен, че отдаде целия си живот на изкуството, Кераца Висулчева ще бъде помнена и като всеотдаен педагог. Поклон пред паметта ѝ. | “ |